# Thorelliola doryphora
Thorelliola doryphora là một loài nhện trong họ Salticidae.
Loài này thuộc chi Thorelliola. Thorelliola doryphora được Tord Tamerlan Teodor Thorell miêu tả năm 1881.